# Trilepida dimidiata
Espèce
Synonymes
- Stenostoma dimidiatum Jan, 1861
- Leptotyphlops dimidiatus (Jan, 1861)
- Rena dimidiata (Jan, 1861)
- Tricheilostoma dimidiatum (Jan, 1861)

Trilepida dimidiata est une espèce de serpents de la famille des Leptotyphlopidae.

## Répartition
Cette espèce se rencontre dans le Nord du Brésil, au Guyana et au Suriname.
Sa présence est incertaine en Guyane et au Venezuela.

## Publication originale
- Jan, 1861 : Iconographie générale des ophidiens. Tome Second, J. B. Balliere et Fils, Paris (texte intégral).